# 25721 Anartya
25721 Anartya (tên chỉ định: 2000 AA174) là một tiểu hành tinh vành đai chính. Nó được phát hiện bởi dự án Nghiên cứu tiểu hành tinh gần Trái Đất Lincoln ở Socorro, New Mexico, ngày 7 tháng 1 năm 2000. Nó được đặt theo tên Anartya Mandal, an American high school student whose biochemistry project won first place ở the 2009 Giải thưởng Khoa học và Kỹ thuật Intel.